# 四千万歩の男
『四千万歩の男』（よんせんまんぽのおとこ）は、小説家・劇作家の井上ひさしの長編歴史小説。伊能忠敬を主人公としている。

## 概要
1976年1月1日号から1983年8月13・20日号まで『週刊現代』に連載された。1986年に「蝦夷編（上下）」が『日本歴史文学館』（講談社）の第22巻・第23巻として刊行。1989年に「伊豆編」が同じく別巻として刊行された後、1990年に同社の単行本で全5巻に再編された。1992年 - 1993年、講談社文庫に収録（全5巻）。

## テレビドラマ
2001年にNHK総合テレビジョンの正月時代劇で『四千万歩の男・伊能忠敬』としてドラマ化された。
- 放送日：2001年1月1日
- 制作：NHK

### スタッフ
- 脚本：尾西兼一
- 演出：黛りんたろう
- 音楽：川崎真弘

### 出演
- 伊能忠敬：橋爪功
- 伊能忠敬の少年時代：三觜要介
- お栄：高島礼子
- 高橋至時：風間杜夫
- 伊能秀蔵：伊崎充則
- 松平定信：15代目片岡仁左衛門
- 堀田摂津守：角野卓造
- 門倉隼太：宍戸開
- 平山宗平：出光秀一郎
- 捨：新山千春
- 吉助：斉藤暁
- 長助：小宮孝泰
- 山根ふさ：余貴美子
- 細見権十郎：石丸謙二郎
- 咲田小三郎：小西博之
- 伊能盛右衛門：並川孝太
- 稲：南野陽子
- みち：村松英子
- 滝沢格五郎：平泉成
- 忠敬の叔父：江良潤
- 鈴木：小久保丈二
- 鷹見忠常：小林良也
- 桑原隆朝：鈴木清順
- 問屋場役人：名古屋章
- 語り：宮本隆治

ほか